# نشوة

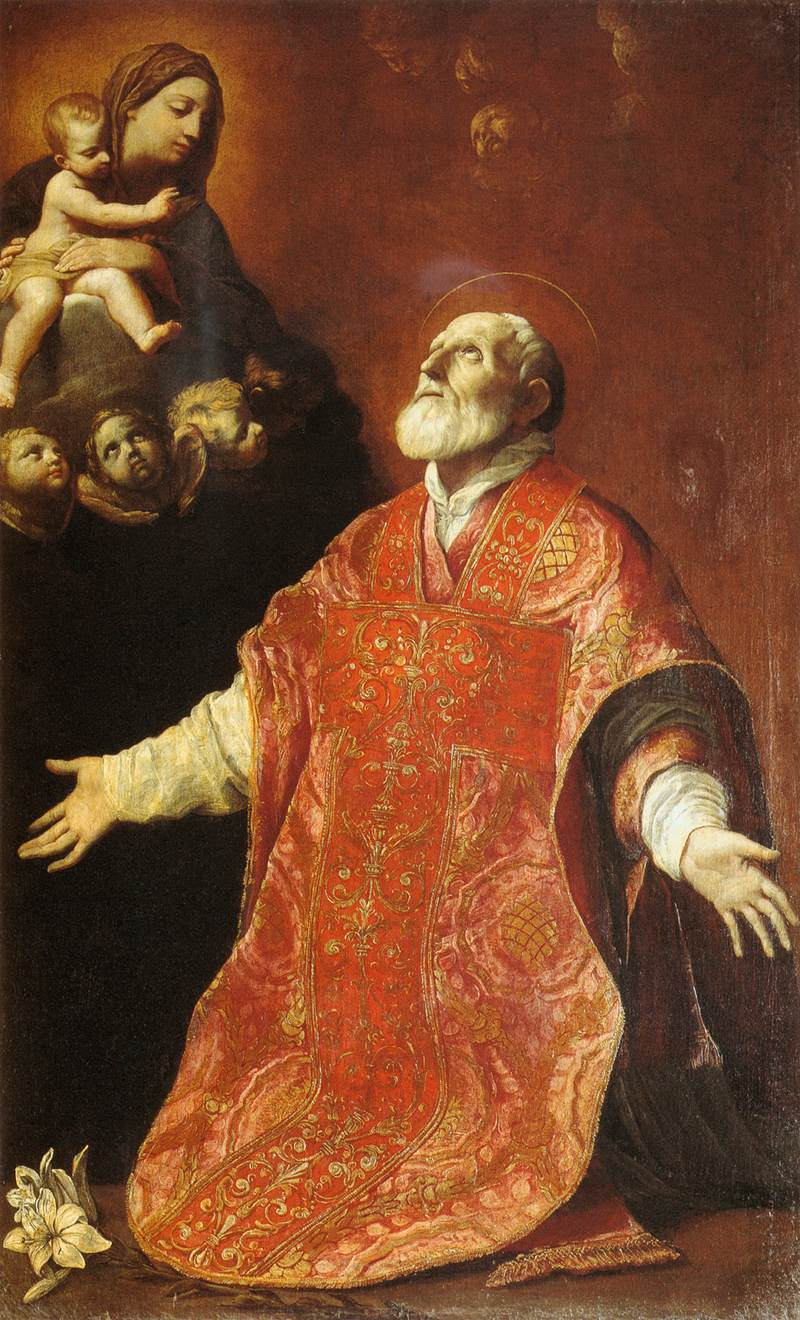
القديس فيليب نيري في نشوة للرسام جويدو ريني

النشوة أو الغَشْيَة هي قمة السعادة وهي حالة نفسية شخصية من الابتهاج الغامر المؤدي إلى غياب العقل عن إدراك ما حوله، وتعلقه بالعالم العلوي. تسمى الحالة أيضاً باسم الشطح أو الوَجْد أو الانتشاء. في الأدبيات الإغريقية تشير النشوة ( الإكستاسي ) إلى معنى «أن يطير العقل من الجسد».
لا يعتبر الانخراط الكامل في موضوع مثير للاهتمام تجربة عادية، وتعد النشوة مثال على حالة مختلفة من الوعي تتميز بانخفاض إدراك الأشياء الأخرى أو الافتقار التام للوعي بالمحيط وأي شيء خارج موضع الاهتمام. تُستخدم الكلمة أيضًا للإشارة إلى أي حالة متصاعدة من الوعي وأي تجربة ممتعة للغاية. يُستَخدَم المصطلح أيضًا للإشارة إلى الإدراك العقلي غير العادي الذي قد يُنظَر إليه كشيء روحاني (يأخذ النوع الأخير من النشوة شكل النشوة الدينية).

## الوصف
من منظور نفسي، النشوة هي فقدان لضبط النفس وأحيانًا فقدان مؤقت للوعي. في معظم الحالات، يرتبط ذلك بالتصوف الديني والاتصال الجنسي واستخدام بعض الأدوية. خلال فترة النشوة، يكون المنتشي بعيدًا عن الحياة العادية وغير قادر على التواصل مع الآخرين أو القيام بالأعمال عادية. قد تكون التجربة قصيرة الزمن وقد تستمر لساعات. قد يتغير الإدراك الذاتي للزمان أو المكان أو الذات بشدة وقد يختفي أثناء النشوة. على سبيل المثال، إذا كان المرء يركز على مهمة جسدية، فقد تتوقف أي أفكار فكرية. من ناحية أخرى، تترافق النشوة الروحية بتوقف الحركة الجسدية الطوعية.

## الأنواع
يمكن تحفيز النشوة عمدًا باستخدام أنشطة دينية أو إبداعية أو باللجوء إلى التأمل أو الموسيقى أو الرقص أو تمارين التنفس أو ممارسة الرياضة البدنية أو الاتصال الجنسي أو تناول بعض الأدوية نفسية المفعول. يرتبط عادةً الأسلوب الذي يستخدمه الفرد لتحفيز النشوة بالتقاليد الدينية والثقافية الخاصة بهذا الفرد. في بعض الأحيان، تحدث النشوة بسبب الاتصال العرضي بشيء أو بشخص يُنظر إليه على أنه جميل للغاية أو مقدس أو بدون أي سبب معروف. في بعض الحالات، قد يحصل الشخص على تجربة نشوة عن طريق الخطأ. ربما يقوم الشخص عن غير قصد بتشغيل إحدى الآليات الفسيولوجية التي يمكن من خلالها الوصول إلى مثل هذه التجربة. في مثل هذه الحالات، سيبحث الشخص فيما بعد عن تفسير لما مر به، وربما يجد ذلك الأمر ضمن تقاليده، وهو أمر غير نادر الحدوث.
يفسر الناس التجربة بعد ذلك وفقًا لثقافتهم ومعتقداتهم (كوحي من الله، أو رحلة إلى عالم الأرواح أو نوبة ذهانية). عندما يلجأ الشخص لأسلوب معين في الوصول إلى النشوة، فإنه عادةً ما يفعل ذلك ضمن حدود معتقداته. وعندما يصل إلى النشوة، يكون قد وجد مسبقًا تفسير تقليدي لها. قد تؤدي التجربة جنبًا إلى جنب مع تفسيرها اللاحق إلى تغيير نظام القيم والنظرة الكلية للموضوع بشكل قوي ودائم لدى الشخص (على سبيل المثال قد تؤدي إلى التحول الديني).
في عام 1925، كتب جيمس لوبا: «تعتبر بعض حالات النشوة بمثابة استحواذ مقدس أو اتحاد مع الإله لدى معظم الشعوب المتحضرة وغير المتحضرة. تتحفز هذه الحالات عن طريق بعض العقارات أو عبر الإثارة الجسدية أو الوسائل النفسية. تمتلك حالات النشوة بعض السمات المشتركة التي توحي حتى للمراقب السطحي ببعض الارتباط العميق، وذلك بصرف النظر عن الطريقة التي حدثت بها وعن مستوى ثقافة الشخص المنتشي. توصف تجارب النشوة دائمًا بأنها مبهجة بشكل يفوق حد الوصف، وبأنها تؤدي عادةً إلى حالة من السكون العقلي أو فقدان الوعي التام». في كتابه، حضر لوبا قرائه ليدركوا الفرق في الاستمرارية بين ثمل النشوة الضار وبين النشوة المرافقة للغرق في بحور التصوف المسيحي.

## الدلالة الضمنية
في اللغة اليومية، تشير كلمة النشوة إلى تجربة مبهجة وقوية. ولأسباب واضحة، من النادر أن تستخدم في سياق علمي؛ فهي مفهوم يصعب تعريفه للغاية. وفي شهر يناير سنة 2021 وصفت صحيفة العرب الإماراتية في تقرير أميرَ الكويت بأنه منتشي حاليا بنجاح وساطته بين قطر ودول المقاطعة السعودية والبحرين والإمارات ومصر، ونجاح إنهائه للأزمة الخليجية، فأصدرت وزارة الخارجية الكويتية بياناً استهجنت فيه ذلك التقرير، ووصفته بأنه تضمن إساءات لدولة الكويت ورموزها، وذكرت الخارجية الكويتية أن مسؤولي الخارجية الإماراتية أعربوا عن رفضهم القاطع، لأي إساءة لتلك العلاقات أو لرموز دولة الكويت، الذين يحظون درجات تقدير واحترام واعتزاز بالعلاقات الأخوية، التي تربط البلدين.

## اقرأ أيضاً
- ابتهاج